# Walter Vílchez
Walter Ricardo Vílchez Soto (Chiclayo, 20 febbraio 1982) è un allenatore di calcio ed ex calciatore peruviano, di ruolo difensore, tecnico in seconda della primavera del Necaxa.

## Carriera

### Club
In precedenza ha giocato anche con Puebla e Cruz Azul in Messico, Club Olimpo de Bahia Blanca in Argentina, e Club Sport Coopsol Trujillo, Unión Minas e Deportivo Wanka in Perù.

### Nazionale
Con la Nazionale ha collezionato 56 presenze (segnando un gol) ed ha partecipato alla Copa América nel 2001, nel 2004, nel 2007 e nel 2011.